# Entrance Island (ö i Australien, Tasmanien)
Entrance Island är en ö i Australien. Den ligger i delstaten Tasmanien, i den sydöstra delen av landet, omkring 190 kilometer nordväst om delstatshuvudstaden Hobart.
Genomsnittlig årsnederbörd är 2 835 millimeter. Den regnigaste månaden är augusti, med i genomsnitt 342 mm nederbörd, och den torraste är februari, med 113 mm nederbörd.